# Alexandre Pawlisiak
Alexandre Pawlisiak, né Willibald Alexander Pawlisiak le 26 mai 1913 à Recklinghausen (Allemagne) de parents polonais et mort le 15 juillet 1990 à Neuilly-sur-Seine, est un coureur cycliste français.

## Biographie
Dôté d'un gabarit d'un mètre 75, Alexandre Pawlisiak fut professionnel de 1942 à 1953. Il a notamment remporté Paris-Alençon en 1942, Paris-Nantes en 1946 puis Paris-Bourganeuf l'année suivante. Il a participé au Tour de France 1947, se classant finalement 48e.

## Palmarès
- 1942
  - Paris-Alençon
  - 3e du Circuit d'Auray
- 1944
  - 2e du Grand Prix de Seine-et-Marne
- 1946
  - Paris-Nantes
  - Circuit du Bas-Limousin
  - Prix de Maubeuge
  - 2e étape du Circuit de l'Indre
- 1947
  - Paris-Bourganeuf
  - 2e de Paris-Nantes
  - 2e de Paris-Clermont-Ferrand
- 1990
  - 2e du Grand Prix d'Espéraza
- 1953
  - 11e étape de la Course de la Paix

## Résultats sur les grands tours

### Tour de France
- 1947 : 48e